# Expedición 37
La Expedición 37 fue la 37ª estancia de larga duración en la Estación Espacial Internacional.

## Tripulación
| Posición             | Primera parte (Septiembre de 2013)                 | Segunda parte (Septiembre de 2013 a noviembre de 2013) |
| -------------------- | -------------------------------------------------- | ------------------------------------------------------ |
| Comandante           | Fyodor Yurchikhin, RSA Cuarto vuelo espacial       | Fyodor Yurchikhin, RSA Cuarto vuelo espacial           |
| Ingeniero de vuelo 1 | Karen L. Nyberg, NASA Segundo vuelo espacial       | Karen L. Nyberg, NASA Segundo vuelo espacial           |
| Ingeniero de vuelo 2 | Luca Parmitano, ESA (Italia) Primer vuelo espacial | Luca Parmitano, ESA (Italia) Primer vuelo espacial     |
| Ingeniero de vuelo 3 |                                                    | Oleg Kotov, RSA Tercer vuelo espacial                  |
| Ingeniero de vuelo 4 |                                                    | Sergey Ryazansky, RSA Primer vuelo espacial            |
| Ingeniero de vuelo 5 |                                                    | Michael S. Hopkins, NASA Primer vuelo espacial         |

Fuentes
NASA, ESA